# Suarius huashanensis
Suarius huashanensis är en insektsart som beskrevs av C.-k. Yang och X.-k. Yang 1989. Suarius huashanensis ingår i släktet Suarius och familjen guldögonsländor. Inga underarter finns listade i Catalogue of Life.